# Tamalai járás
A Tamalai járás (oroszul Тамалинский район) Oroszország egyik járása a Penzai területen. Székhelye Tamala.

## Népesség
- 1989-ben 21 289 lakosa volt.
- 2002-ben 19 083 lakosa volt, melynek 94%-a orosz.
- 2010-ben 16 503 lakosa volt, melynek 94,8%-a orosz, 1,5%-a ukrán, 1,1%-a mordvin.